# Suchodus
Suchodus es un género extinto de crocodiliformes marinos que vivieron durante los períodos Jurásico Medio y Jurásico Superior de Inglaterra y Francia.

## Taxonomía y filogenia

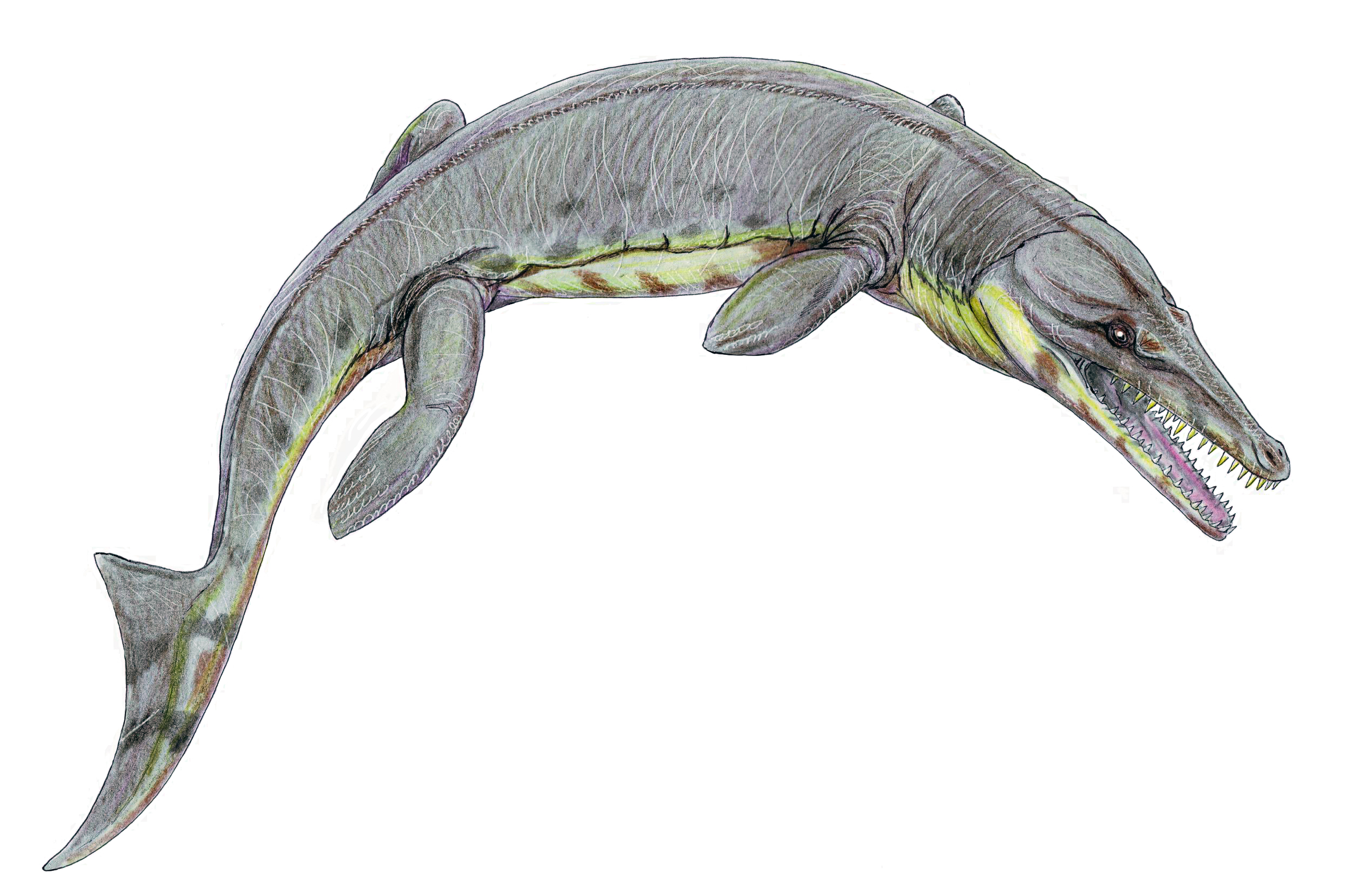
Reconstrucción de S. durobrivensis

Análisis filogenéticos recientes han demostrado que Suchodus (nombre procedente del griego antiguo, que significa "diente de cocodrilo") es efectivamente un género válido de metriorrínquido.

### Especies válidas
- S. brachyrhynchus: Europa Occidental (Inglaterra y Francia) del Jurásico Medio a Superior (periodos Calloviano y Oxfordiense); Metriorhynchus cultridens es un sinónimo más moderno.
- S. durobrivensis: Europa Occidental (Inglaterra y Francia) del Jurásico Medio (Calloviano). Fue originalmente la especie tipo del género Suchodus, pero fue más tarde considerada un sinónimo más moderno del género Metriorhynchus por Andrews, en 1913.[3]